# المنظور الجوي
المنظور الجوي (بالإنجليزية: Aerial perspective) يشير إلى تأثير الغلاف الجوي على مظهر الجسم عند رؤيته من مسافة بعيدة. كلما زادت المسافة بين الكائن والمشاهد، يقل التباين بين الكائن وخلفيته، كما يقل أيضًا تباين أي علامات أو تفاصيل داخل الكائن. تصبح ألوان الكائن أيضًا أقل تشبعًا وتتحول نحو لون الخلفية، والذي عادة ما يكون مزرقًا، ولكن قد يكون لونًا آخر في ظل ظروف معينة (على سبيل المثال، محمر عند شروق الشمس أو غروبها).

## تاريخ
تم استخدام منظور الغلاف الجوي في اللوحات الجدارية من طراز بومبيان الثاني، وهو أحد أنماط بومبيان، والتي يعود تاريخها إلى عام 30 قبل الميلاد. تشمل الأمثلة البارزة لوحة جدارية لغرفة الحديقة من فيلا ليفيا في بريما بورتا، إيطاليا، لوحة جدارية بومبيان من القرن الأول في باريس على جبل إيدا.

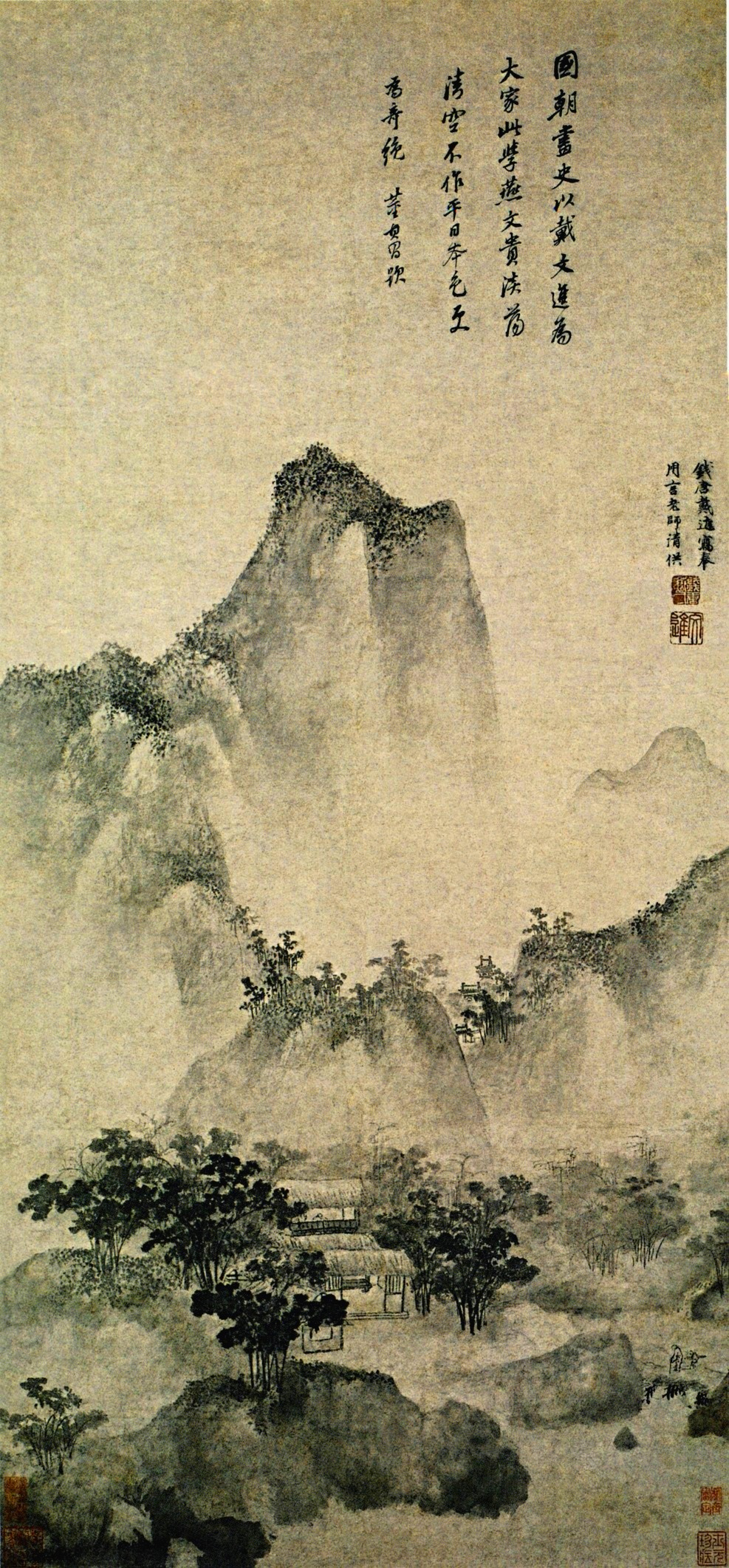
"المناظر الطبيعية على طراز يان ونجوي"، أوائل عهد أسرة مينغ (1368–1644)؛ لوحة مناظر طبيعية صينية تستخدم المنظور الجوي لإظهار الركود في الفضاء

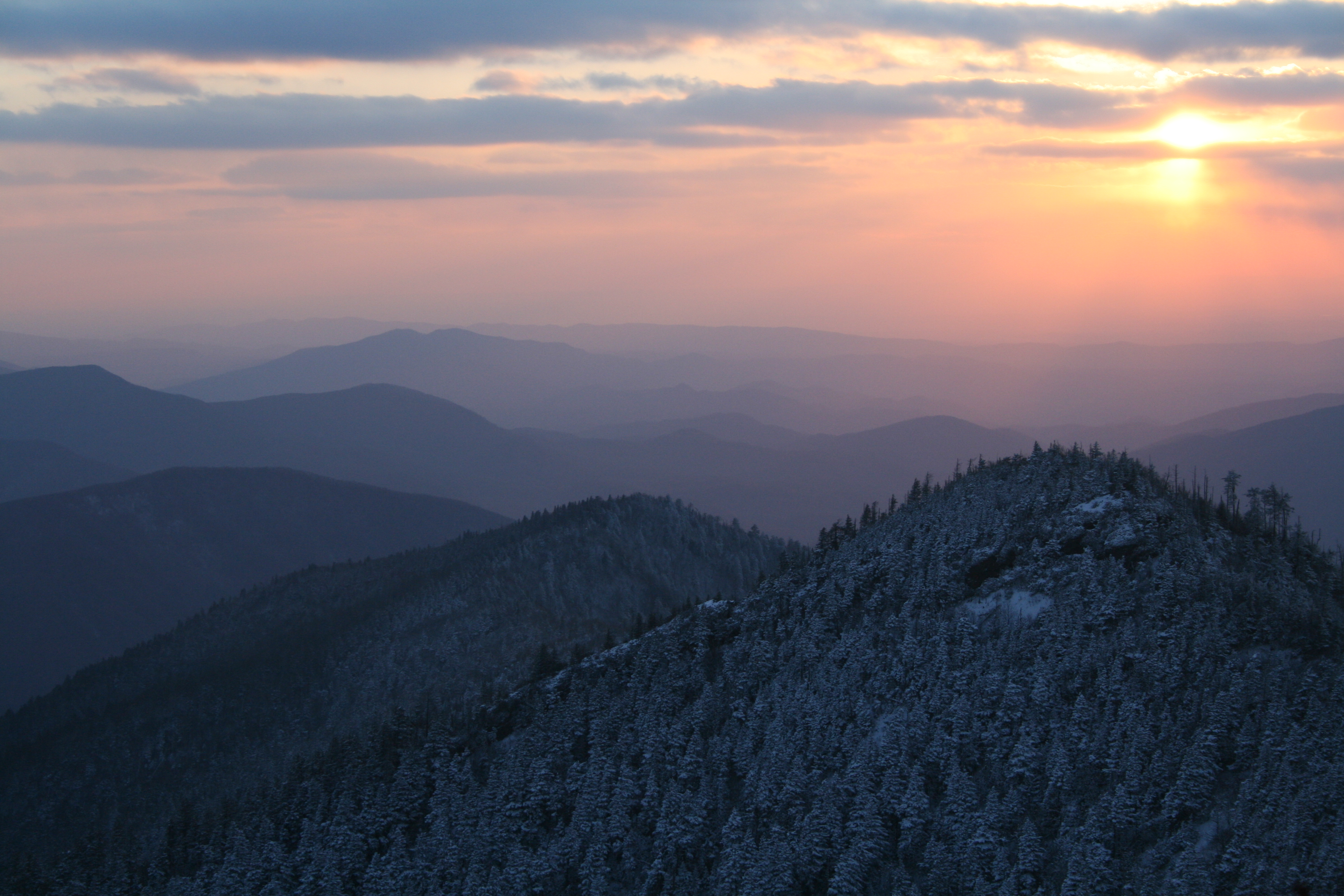
منظور جوي كما يُرى نحو غروب الشمس، مع تحول اللون نحو اللون الأحمر نتيجة لتشتت رايلي

وبدرجات متفاوتة من الدقة، تمت كتابة تفسيرات لتأثيرات المنظور الجوي من قبل علماء متعددي الثقافات مثل ليون باتيستا ألبيرتي وليوناردو دافنشي. استخدم الأخير المنظور الجوي في العديد من لوحاته مثل البشارة، والموناليزا، والعشاء الأخير، حيث قدم تقنية لرسم التأثير بدقة والتي اعتمدها أتباعه ليونارديسكي. ويشير مؤرخو الفن إلى أنها تفتقر إلى أعمال بعض الفنانين من نفس الفترة، مثل رافائيل، على الرغم من أنه تبنى استخدام سفوماتو الذي قدمه ليوناردو في نفس الوقت.
تم استخدام المنظور الجوي في اللوحات الهولندية في القرن الخامس عشر.

## بصريات
العنصر الرئيسي الذي يؤثر على مظهر الأشياء أثناء النهار هو تشتيت الضوء، الذي يسمى ضوء السماء، في خط رؤية المشاهد. يحدث التشتت من جزيئات الهواء وأيضًا من الجزيئات الأكبر حجمًا في الغلاف الجوي مثل بخار الماء والدخان. يضيف التشتت ضوء السماء كإضاءة حجابية للضوء القادم من الجسم، مما يقلل من تباينه مع ضوء السماء في الخلفية. يحتوي ضوء السماء عادة على ضوء ذو طول موجي قصير أكثر من الأطوال الموجية الأخرى (وهذا هو السبب في أن السماء تظهر عادة باللون الأزرق)، ولهذا السبب تظهر الأجسام البعيدة باللون الأزرق.

## لماذا يقلل تقليل التباين من الوضوح؟
تُحَدَّد قدرة الشخص ذو حدة البصر الطبيعية على رؤية التفاصيل الدقيقة من خلال حساسية التباين. حساسية التباين هي مقلوب أصغر تباين يمكن للشخص أن يرى من خلاله شبكة جيبية. وظيفة حساسية التباين لدى الشخص هي حساسية التباين كدالة للتردد المكاني. عادة، تبلغ حساسية التباين القصوى حوالي أربع دورات لكل درجة زاوية بصرية. عند الترددات المكانية الأعلى، التي تشتمل على خطوط أدق وأدق، تنخفض حساسية التباين، حتى عند حوالي أربعين دورة لكل درجة، لا يمكن رؤية ألمع الخطوط الساطعة وأحلك الخطوط الداكنة.
تُضْفِي الترددات المكانية العالية على الصورة تفاصيل دقيقة. يؤدي تقليل تباين الصورة إلى تقليل رؤية هذه الترددات المكانية العالية لأن حساسية التباين بالنسبة لها ضعيفة بالفعل. هذه هي الطريقة التي يمكن بها لتقليل التباين أن يقلل من وضوح الصورة عن طريق إزالة تفاصيلها الدقيقة.
من المهم التأكيد على أن تقليل التباين لا يعني تعتيم الصورة. يتم تحقيق التمويه عن طريق تقليل تباين الترددات المكانية العالية فقط. المنظور الجوي يقلل من تباين جميع الترددات المكانية.

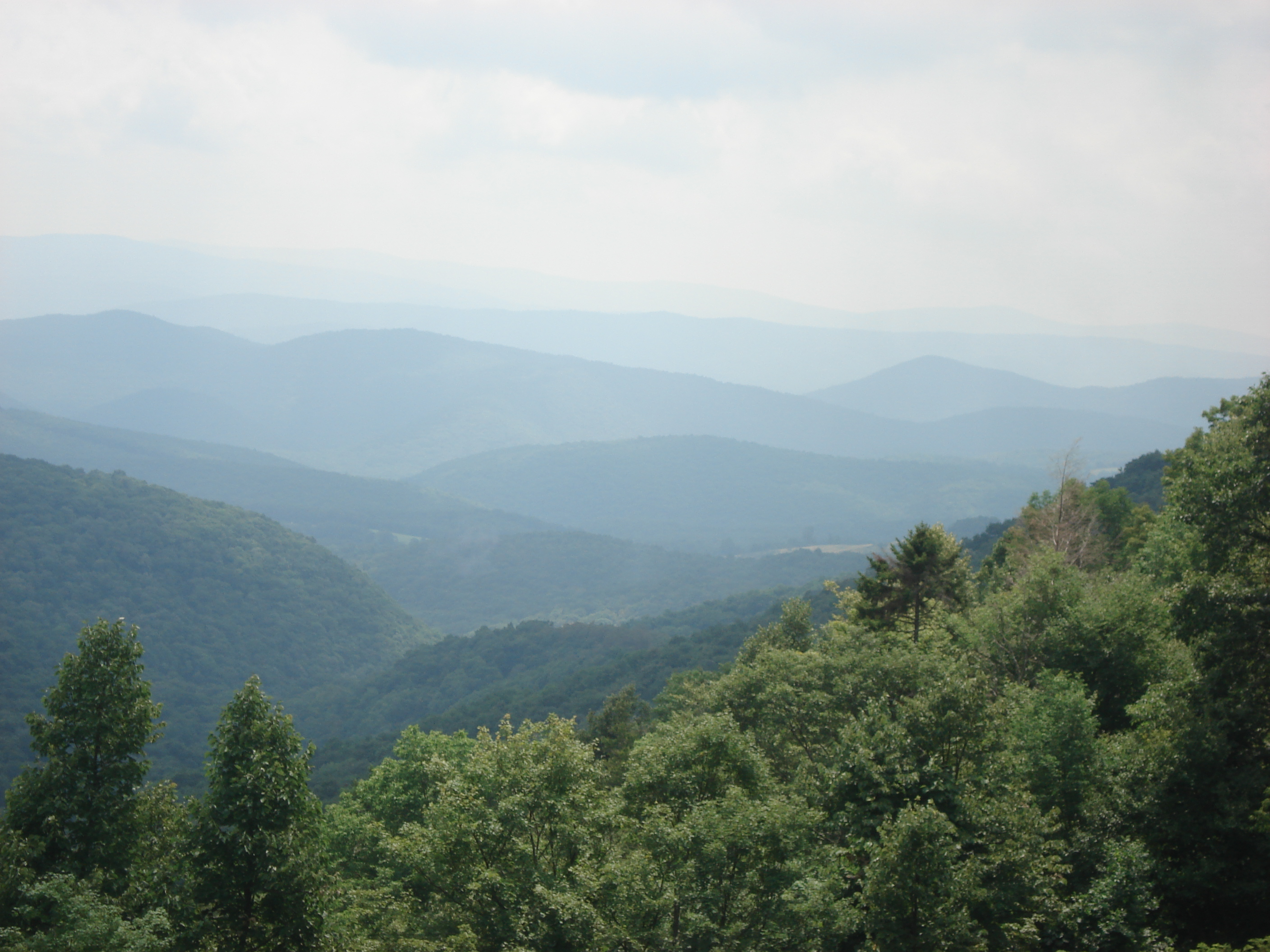
في هذه الصورة، يتم التأكيد على تأثير المنظور الجوي من خلال مجموعة من الجبال على مسافات مختلفة.

## في الفن
خاصة الرسم يشير المنظور الجوي، إلى تقنية خلق وهم العمق من خلال تصوير الأشياء البعيدة على أنها أكثر شحوبًا وأقل تفصيلاً، وعادةً ما تكون أكثر زرقة من الأشياء القريبة. وقد أدخلت هذه التقنية في الرسم على يد ليوناردو دافنشي لتصوير ما لوحظ في الطبيعة وظهر ذلك في اهتمامه بالبصريات.
تسمح هذه التقنية للرسام بالتقاط تأثير الغلاف الجوي على مظهر الجسم عند رؤيته من مسافة بعيدة. كلما زادت المسافة بين الكائن والمشاهد، يقل التباين بين الكائن وخلفيته، كما يقل أيضًا تباين أي علامات أو تفاصيل داخل الكائن. تصبح ألوان الجسم أيضًا أقل تشبعًا وتتحول نحو لون الغلاف الجوي، الذي يكون مزرقًا عند ضوء الشمس، ولكنه سيتحول إلى ألوان أخرى في ظل ظروف معينة (على سبيل المثال، محمر عند شروق الشمس وغروبها أو مشبع أثناء الضباب).
في الفن، المنظور الجوي يشير إلى الطريقة التي يتم بها تصوير المشهد من زاوية عالية، مثلما لو كنت تشاهده من السماء. هذا يسمح لنا برؤية المشهد بشكل كامل وبتفاصيله. يمكن أيضًا استخدام المنظور الجوي للتعبير عن البعد والعمق في الصورة.

## أنظر أيضا
- فن المناظر الطبيعية
- تيد
- تأثير تيندال